# アメリカ領サモア議会
アメリカ領サモア議会（アメリカりょうサモアぎかい、英語: American Samoa Fono）は、アメリカ領サモアの立法府である。アメリカの多くの州議会や準州議会と同様、下院と上院の両院制である。議会はパゴパゴ沿いのファガトゴにある。アメリカ合衆国の州・準州レベルの議会で両院制かつ超党派の議会はここだけである。ネブラスカ州議会も同様に超党派であるが、一院制である。

## 歴史
アメリカ領サモアは1900年にアメリカ合衆国の領土となり、当初は海軍によって管理されていた。初代ガバナーであるB.F.ティリー中佐は、1900年5月1日に「ツツイラ合衆国海軍基地の統治形態に関する宣言」と呼ばれる規則No.5を発行し、領内ではアメリカの法律が効力を持つことを宣言した。1905年からは、唯一の立法権を保持する海軍総督の諮問機関として、地元コミュニティから派遣された下院議員による年次会議が開催された。
1947年から1949年までのバーノン・フーバー知事の任期中、アメリカ領サモア人はより大きな自治に向かった。1948年、フーバー知事の奨励の下、アメリカ領サモア議会（American Samoa Fono）が初めて招集された。両院制議会として設立されたが、まだ諮問的な立場であった。上院は、トゥトゥイラの7人の高酋長とマヌアの5人の高酋長の12人で構成された。下院は 52人（各村から1人）がサモアの慣習に従って公開の会議で選出され、2人がマタイ制度下に住んでいない住民による無記名投票で選ばれた。
議会はアメリカ領サモアの行政が内務省に移管された後の1952年に改革された。下院議員は知事の顧問となり、上院と名付けられた新しい上院が設立された。上院議員は15人で、アメリカ領サモアの3つの地区（西部、東部、マヌア）からそれぞれ5人ずつ選出された。上院議員はサモアの慣習に従って公開の会合で選出され、マタイの称号を持っていなければならなかった。下院議員の数は18人に減らされ、全員が無記名投票で選出された。3つの地区からそれぞれ5人、スウェインズ島から1人、マタイ制度下に住んでいない住民から選出された2人である。
1960年、アメリカ領サモア初の憲法が採択された。下院議員の数は変わらなかったが、地理的分布が若干変わった。上院議員は、当時14あった郡から各1名、任期4年で選出され、西部地区の当時4郡から持ち回りで1名、任期2年で選出された。下院議員は、マオプタシ郡の3つの地区から各1名、レアラタウア／フォフォ郡の2つの地区から各1名、当時の残りの12郡から各1名、スウェインズ島から投票権を持たない下院議員1名で、すべて任期2年で選出された。
1967年、憲法改正により両院が修正された。上院の定数は18名となり、タウ島の各郡から2名、オフ・オロセガの各郡から1名、マオプタシ郡から3名、スア郡、イトゥアウ郡、トゥアラウタ郡から各2名、残りの6郡から各1名となった。これと同じ配分が下院にも適用されたが、スウェインズ島からの議決権を持たない下院議員1名に加え、マオプタシ県から5名の下院議員が選出され、合計21名の議員が選出された。

## 議員要件及び選挙
上院議員は米国籍を持ち、30歳以上で、選挙直前の1年間を含めて5年以上米領サモアに居住し、代表となる郡のマタイの称号を持っていなければならない。サモアの慣習に従って郡議会で選出され、任期は4年である。
下院議員とスウェインズ島からの代表は、米国籍で25歳以上、米領サモアに5年以上居住し、選挙の直前1年以上、代表となる地区に居住していなければならない。マタイである必要はないが、通常はマタイである。下院議員は無記名投票で選出され、スウェインズ島の代表は公開会合で選出される。有権者は米国籍で18歳以上、米領サモアに2年以上居住し、選挙の直前1年以上同じ地区に居住していなければならない。
選挙は偶数年の11月1日後の第1火曜日に行われ、連邦選挙やほとんどの州選挙と同じである。投票用紙には候補者名のみが記載され、政党名は記載されない。各有権者は、選挙区で選出される議員の数（1人または2人）と同数までの候補者に投票し、得票数の多い候補者が当選する。同数の場合はくじ引きで決定される。

## 選挙区
下院の場合、各選挙区は1つまたは複数の郡全体、郡の一部、またはスウェインズ島で構成される。各選挙区は1人または2人の議員を選出する。上院の場合、各選挙区は1つまたは複数の郡で構成され、1人、2人または3人の議員を選出する。

### 再配分
1967年に憲法で定められた選挙区ごとの下院議員数と上院議員数は、当時の最新の国勢調査である1960年の人口にほぼ比例していた。憲法には「上院議員および下院議員は、5年以上の間隔で、法律により再割振りされるものとする」とあるが、そのような再割振りは一度も行われていない。そのため、人口変動の結果、いくつかの郡の代表が不均衡になっている。最大の不均衡は、人口が大幅に減少したマヌア諸島の郡と、他の領土よりも人口が大幅に増加したトゥアラウタの郡で生じている。2017年と2018年には、トゥアラウタからの代表を1人か2人追加する一方で、マヌアからの代表を1人減らすという提案がなされた。2022年、イトゥアウとトゥアラウタから1人ずつ代表を加えるという提案は、有権者によって僅差で否決された。
また、マヌア州から上院議員を2人追加し、1967年の憲法改正前にマヌア州が有していた5人（各郡に1人）の上院議員を復活させるという提案もなされている。下院は2017年にこのような提案を否決し、有権者も2022年にこれを否決した。

## 議事堂
最初のアメリカ領サモア議会は、ファガトゴのアメリカ海軍ツツイラ基地兵舎にあった旧家にあった。1970年に火災で焼失した。議会跡地にはANZアメリカ領サモア銀行本店がある。
2つ目の議会は1973年に同じくファガトゴに開設された。マオタ・フォノ複合施設に入居していたが、これはサモアの伝統的なファレを基にした蜂の巣状の建物である。サモアの議会と同じ伝統的な建物のデザインに基づいている。2階建てのメイン棟（州議会と知事の執務室が入る）の両脇に、上院と下院の議場が入る平屋建ての2つの棟があった。この建物は2017年に取り壊された。
新しいビルは2018年に着工し、2021年1月現在、2階建てのセメントビルとして建設中である。費用は1,600万米ドルである。さらに議員事務所用の建物も建設される予定である。